# Championnat de France Formula Renault 2.0 2007
Championnat de France Formula Renault 2.0 2007 var ett race som var den 37:e och sista säsongen av det franska Formel Renault-mästerskapet, Championnat de France Formula Renault 2.0. Säsongen kördes över tretton race och vanns av Jules Bianchi.

## Tävlingskalender
| Bana                          | Segrare race 1    | Segrare race 2    |
| ----------------------------- | ----------------- | ----------------- |
| Circuit Paul Armagnac         | Mathieu Arzeno    | Mathieu Arzeno    |
| Circuit de Lédenon            | Jules Bianchi     | Jules Bianchi     |
| Dijon-Prenois                 | Alexandre Marsoin | Jules Bianchi     |
| Circuit du Val de Vienne      | Mathieu Arzeno    | Alexandre Marsoin |
| Circuit de Nevers Magny-Cours | Mathieu Arzeno    | kördes ej         |
| Circuit de Nevers Magny-Cours | Jules Bianchi     | Jon Lancaster     |
| Circuit de Catalunya          | Jules Bianchi     | Jon Lancaster     |

## Slutställning
| Pl. | Förare            | Poäng |
| --- | ----------------- | ----- |
| 1   | Jules Bianchi     | 172   |
| 2   | Mathieu Arzeno    | 123   |
| 3   | Alexandre Marsoin | 84    |
| 4   | Charles Pic       | 69    |
| 5   | Tristan Vautier   | 69    |
| 6   | Jon Lancaster     | 64    |

### Fotnoter
1. ↑  ”Jules Bianchi” (på engelska). https://www.driverdb.com/drivers/jules-bianchi/. Läst 11 september 2017.